# Miesiąc nad jeziorem
Miesiąc nad jeziorem (ang. A Month by the Lake) – brytyjsko-amerykańska komedia obyczajowa z 1995 roku w reżyserii Johna Irvina. Wyprodukowana przez wytwórnię Miramax Home Entertainment.
Premiera filmu odbyła się 11 września 1995. Zdjęcia do filmu zrealizowano nad jeziorem Como we włoskim regionie Lombardia.

## Opis fabuły
Akcja filmu rozgrywa się w 1937 roku. Angielka, panna Bentley (Vanessa Redgrave), przyjeżdża do pensjonatu we włoskiej Fascioli nad jeziorem Como we Włoszech, która nie była tu od śmierci ojca i zerwania długoletniego romansu z żonatym mężczyzną. W pensjonacie przebywa major Wilshaw (Edward Fox). Oboje zaczynają się spotykać. Tymczasem pojawia się młodziutka Amerykanka, panna Beaumont (Uma Thurman), która zaczyna robić awanse majorowi. Panna Bentley znajduje pocieszenie w osobie młodego i przystojnego Włocha. Ich wakacyjna sielanka zostaje zakłócona przez widmo zbliżającej się wojny.

## Obsada
Źródło: Filmweb
- Vanessa Redgrave jako panna Bentley
- Uma Thurman jako panna Beaumont
- Alida Valli jako Signora Fascioli
- Edward Fox jako major Wilshaw
- Paolo Lombardi jako Enrico
- Natalia Bizzi jako Signora Bonizzoni
- Carlo Cartier jako pan Bonizzoni
- Alessandro Gassman jako Vittorio Balsari

## Nagrody i nominacje
Źródło: Filmweb
| Rok  | Miejsce     | Nagroda    | Kategoria                                | Odbiorcy i nominowani | Wynik     |
| ---- | ----------- | ---------- | ---------------------------------------- | --------------------- | --------- |
| 1996 | Złote Globy | Złoty Glob | Najlepsza aktorka w komedii lub musicalu | Vanessa Redgrave      | Nominacja |